# Церковь Святой Екатерины (Выру)
Церковь Святой Екатерины (эст. Võru Katariina kirik) ― церковь в городе Выру в Эстонии. Принадлежит Эстонской евангелическо-лютеранской церковной общине. 
Построена в стиле раннего классицизма с элементами барокко. Церковь находится по адресу: улица Юри, 9.

## История

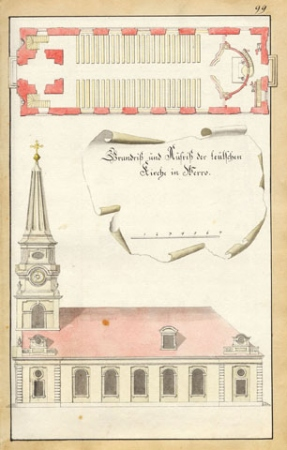
Изображение церкви из коллекции Иоганна Кристофа Бротце

Для сооружения лютеранской церкви в тогдашнем уездном городе Выру императрица Екатерина II пожертвовала 28 тысяч серебряных рублей. Церковь была построена в 1788–1793 годах и сразу стала архитектурной доминантой на рыночной площади города. Архитектор церкви доподлинно неизвестен, но вполне вероятно, что им был Кристоф Хаберланд из Риги.
Церковь была освящена 24 июля 1793 года и получила своё название в честь великомученицы Екатерины Александрийской.
В 1997 году церковь была признана объектом культурного наследия Эстонии.
У церкви на месте прежней рыночной площади после Второй мировой войны был обустроен небольшой сквер.

## Архитектура
Церковь имеет один неф и массивную башню с западной стороны, которая постепенно сужается и переходит в шатровый купол. На западном фасаде, выходящем на центральную площадь города, главный вход в церковь украшают парные пилястры и треугольный фронтон. Боковые фасады имеют большие арочные окна.
После капитального ремонта в 1879 году на башне был установлен новый купол; также на ней установили часы с четырьмя циферблатами.
Многие оригинальные декоративные элементы церкви были утрачены, например, скульптуры на карнизах рядом с порталом. Помимо этого, до наших дней не сохранился парапет в стиле барокко.
Алтарная картина в церкви изображает Иисуса на кресте.
В 1910 году братья Крийса изготовили для церкви орган с двумя мануалами и тридцатью регистрами.

## Галерея

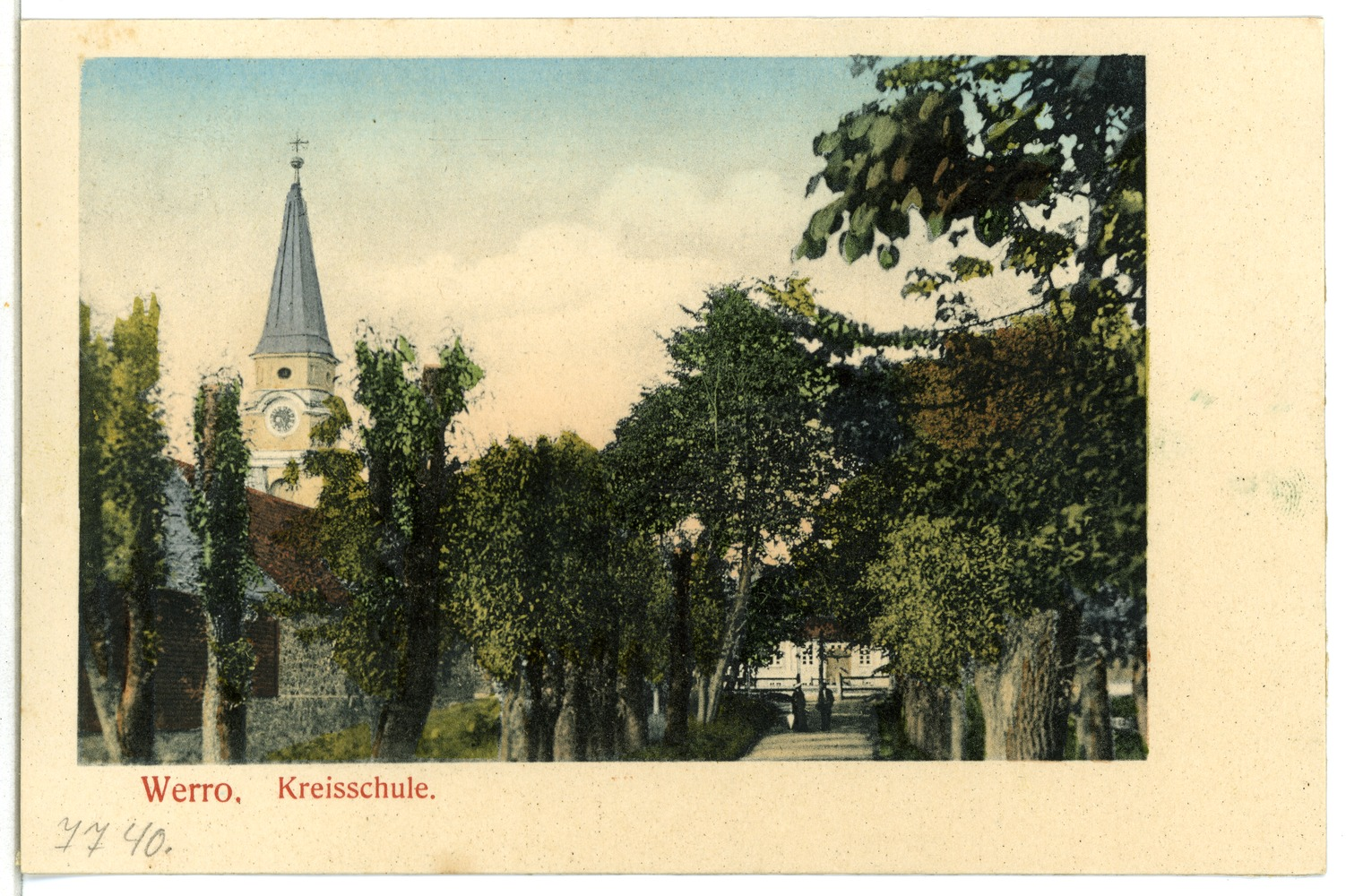
Церковь в начале XX века
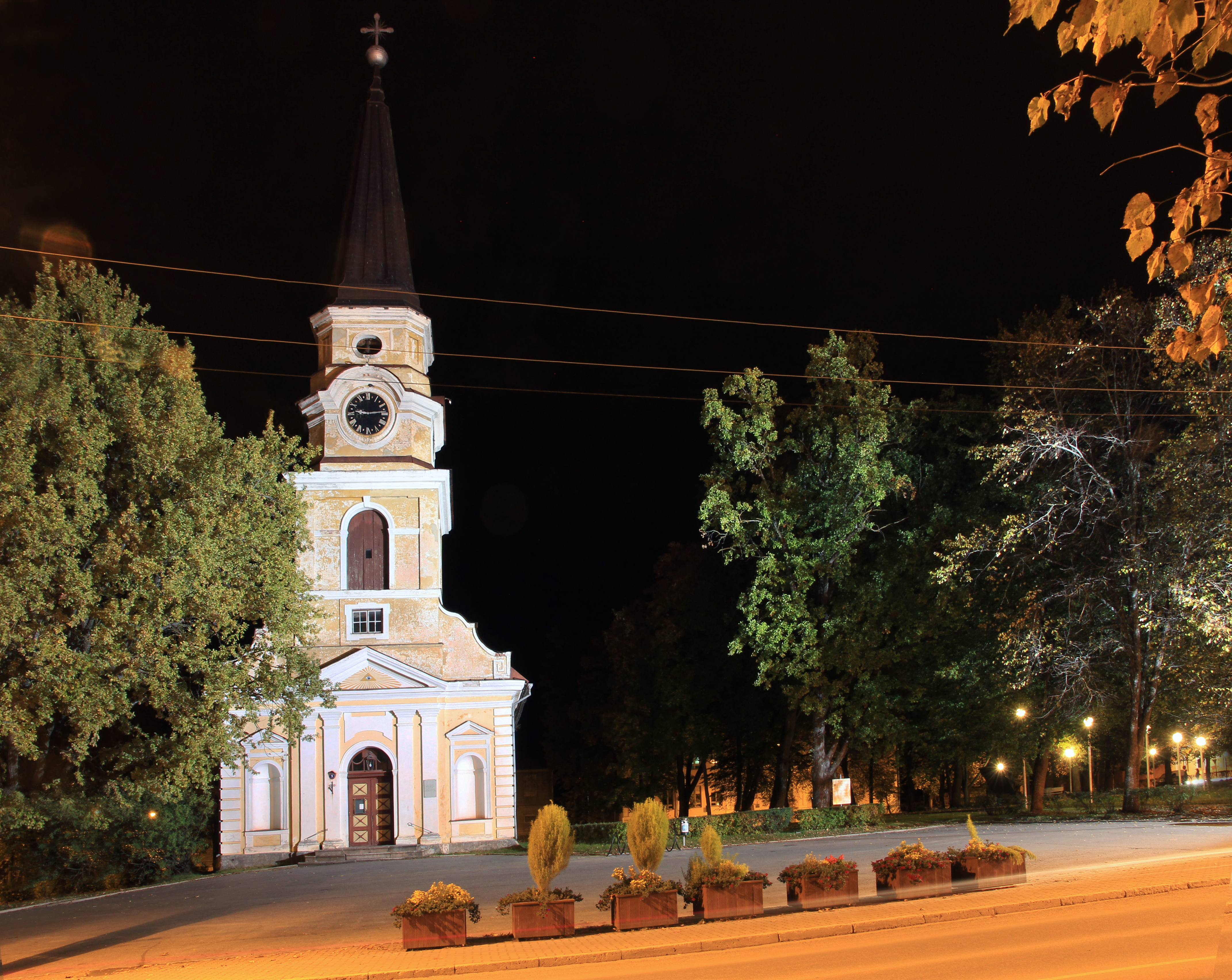
Церковь вечером
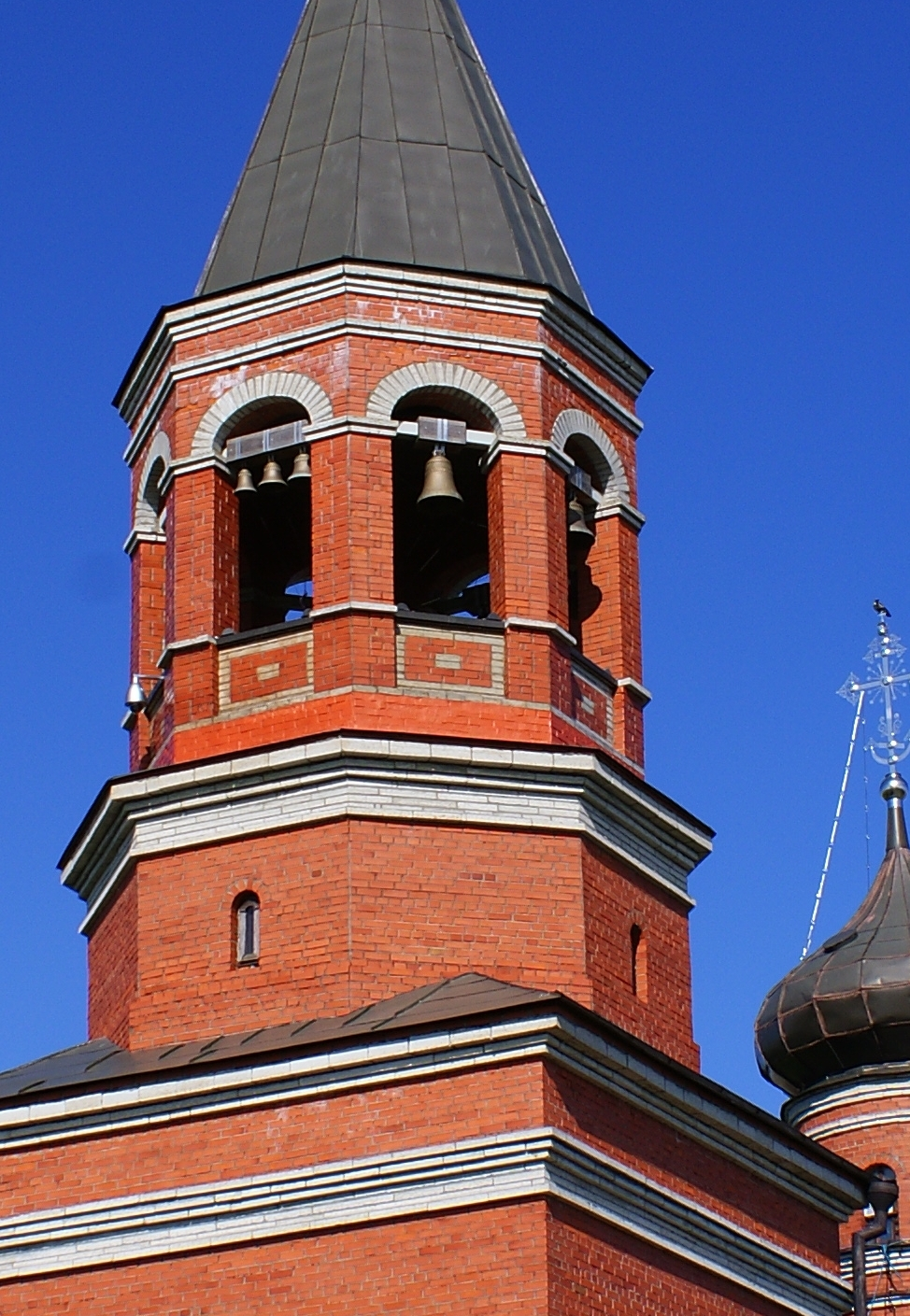
Колокол, отлитый для церкви в Выру, сейчас находится в церкви Маарду
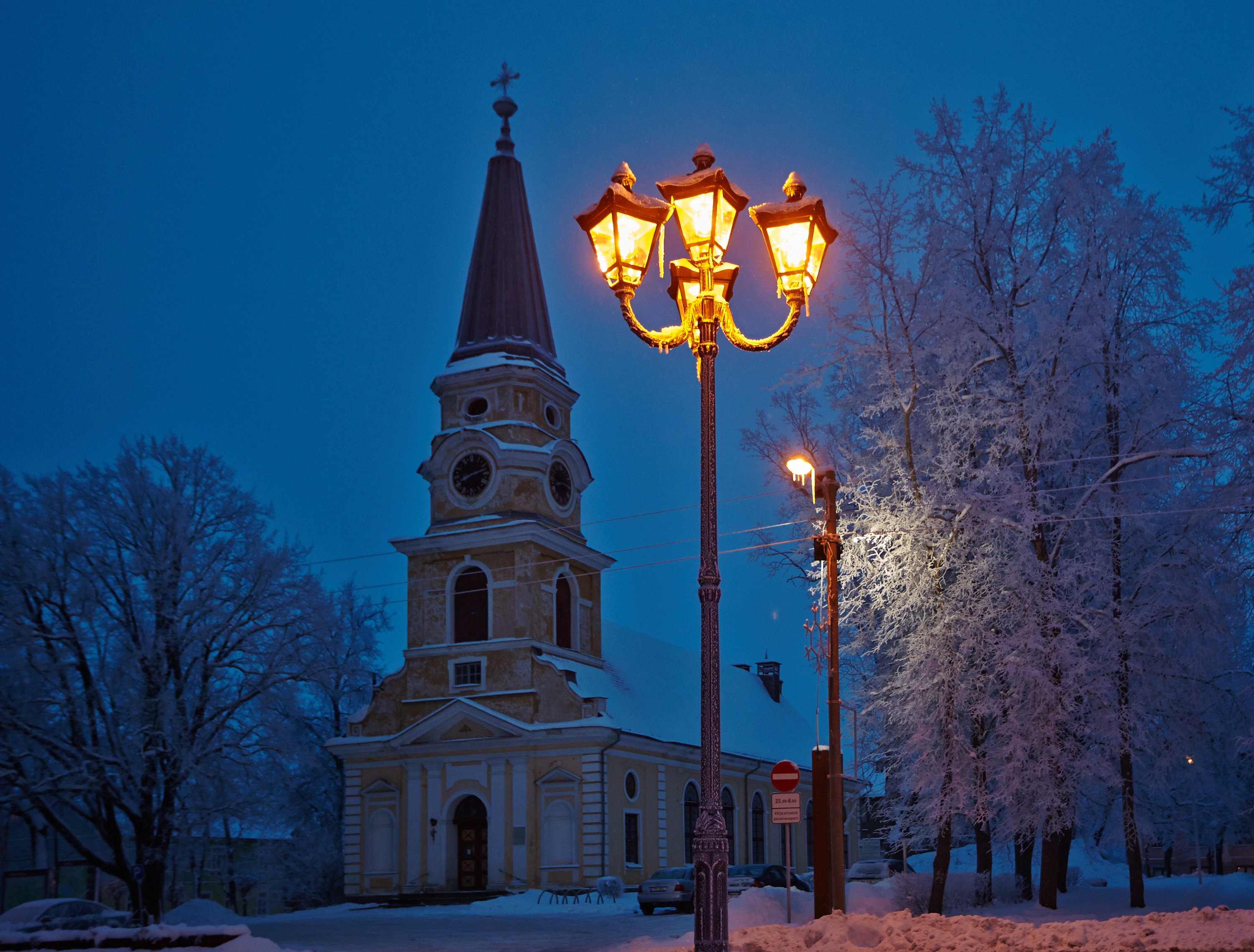
Церковь зимой
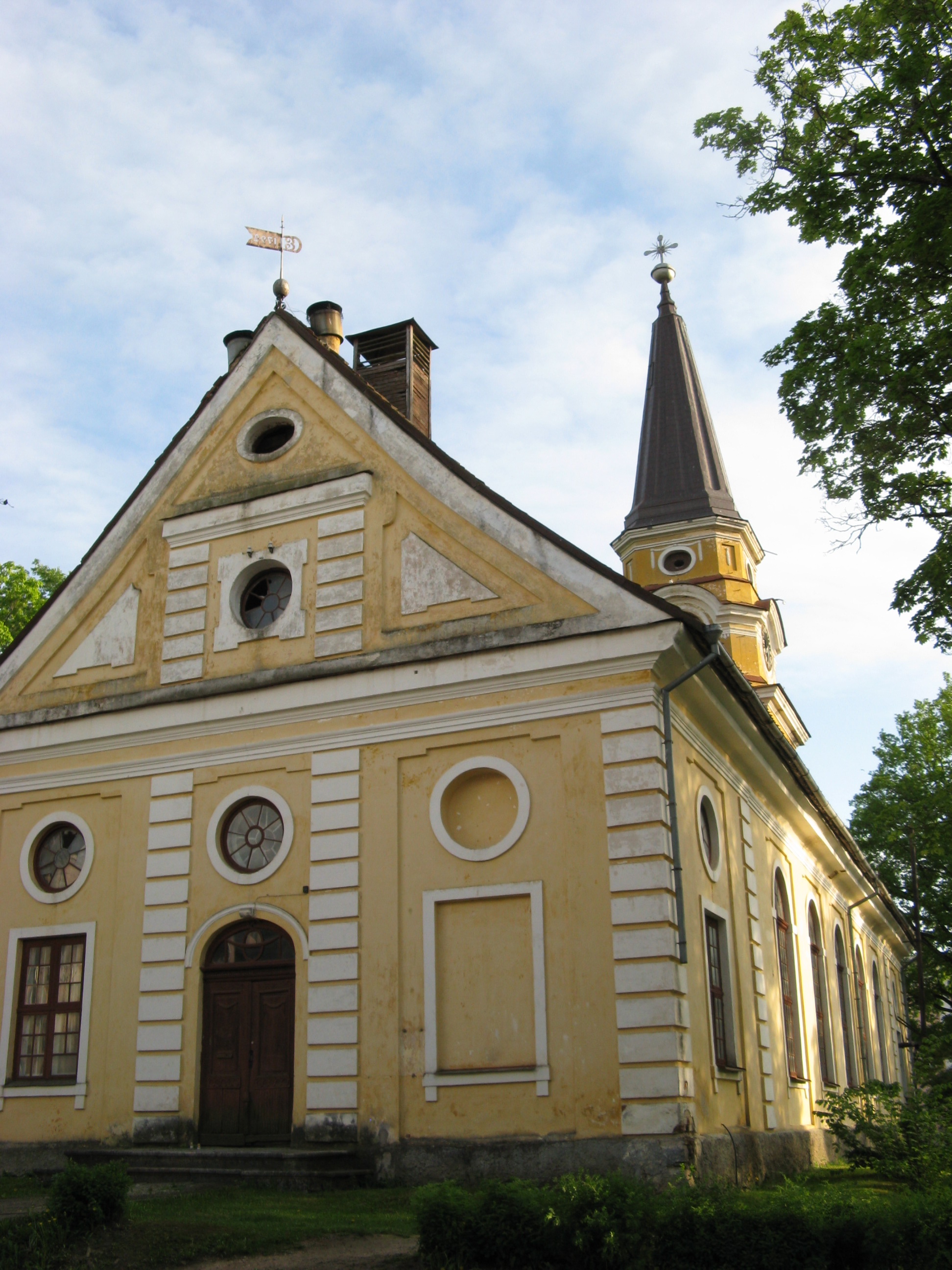
Церковь в восточной стороны
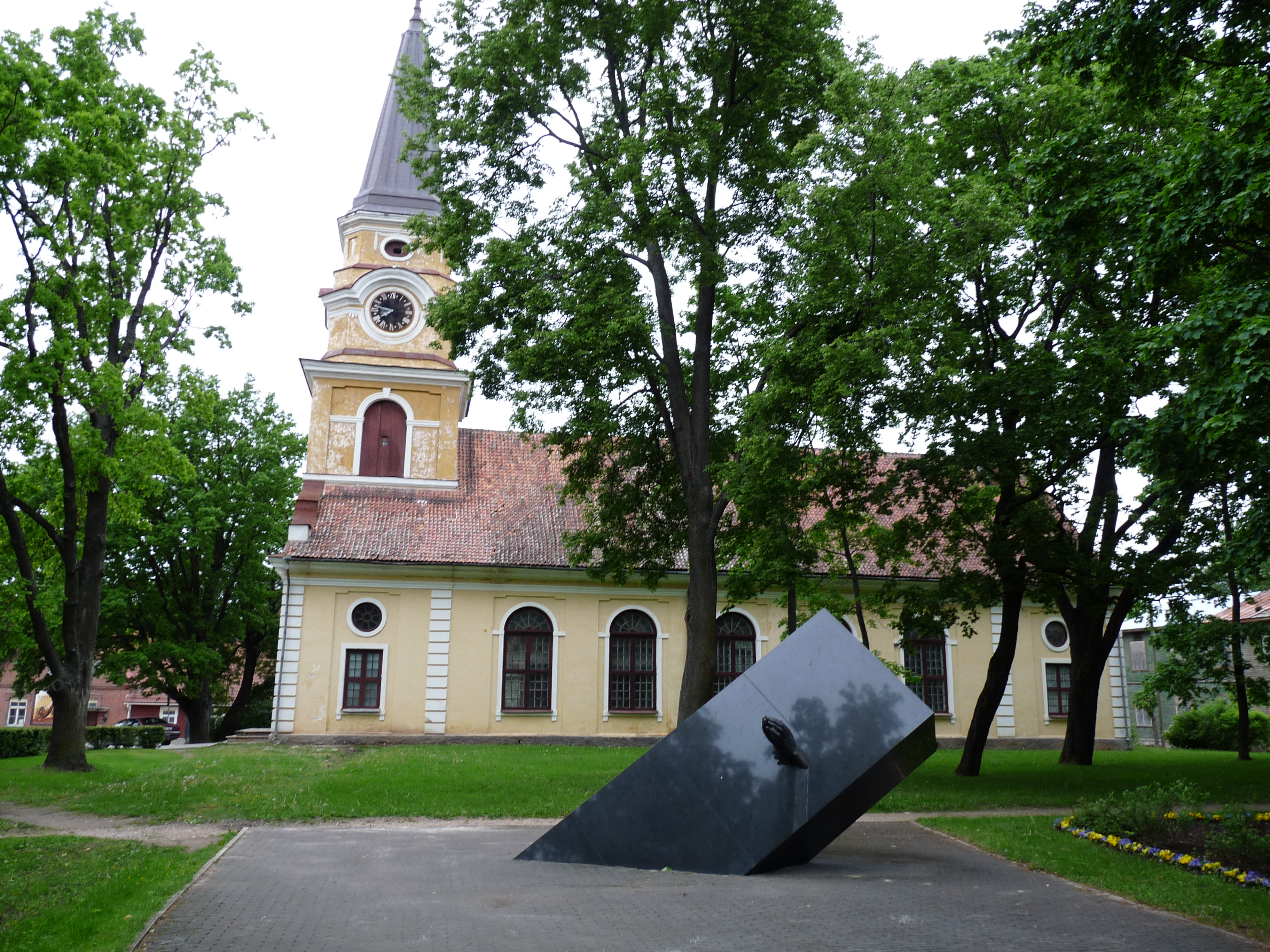